# 两栖蓼
两栖蓼（学名：Polygonum amphibium）为蓼科蓼属下的一个种。